# Metro Municipal de Nagoya
El Metro municipal de Nagoya (名古屋市営地下鉄 Nagoya Shiei Chikatetsu?) es el sistema de metro que sirve la ciudad de Nagoya, Japón. Como en otras metrópolis japonesas, el sistema está complementado con una extensa red de ferrocarriles suburbanos, conformando una extensa red de 47 líneas en la área metropolitana de Chūkyō. El Metro Municipal de Nagoya representa el 38% de los viajes diarios en red del área metropolitana, de más de 3 millones de viajes diarios. Es operada por el Buró de transporte de la ciudad de Nagoya, cuenta con un total de 7 líneas y una tarifa promedio entre ¥200 y ¥320 (para adultos). El 90% de su recorrido es subterráneo. En el año 2002 introdujo a Hatchii como su mascota oficial.

## Líneas

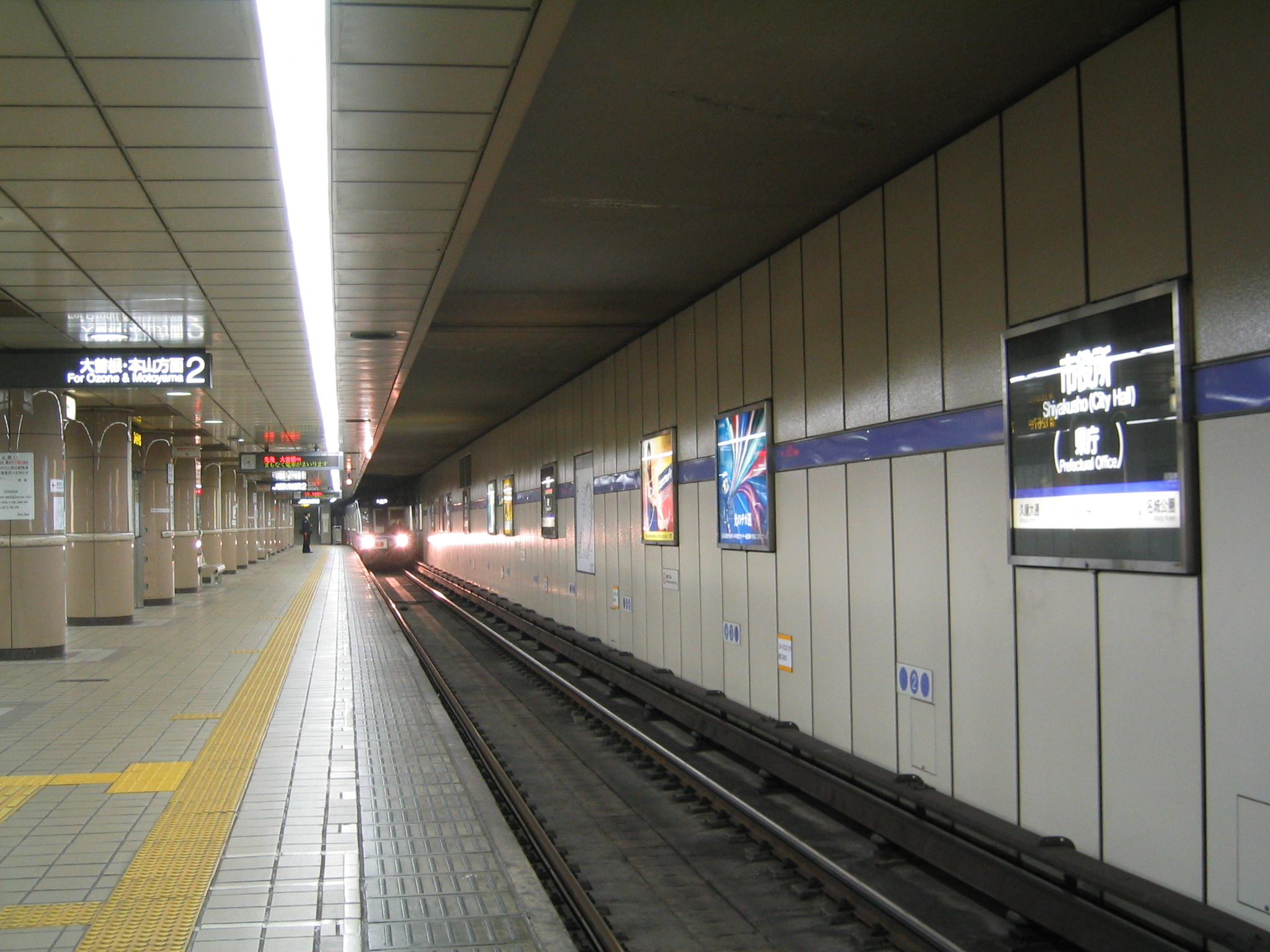
Andén de la estación Shiyakusho

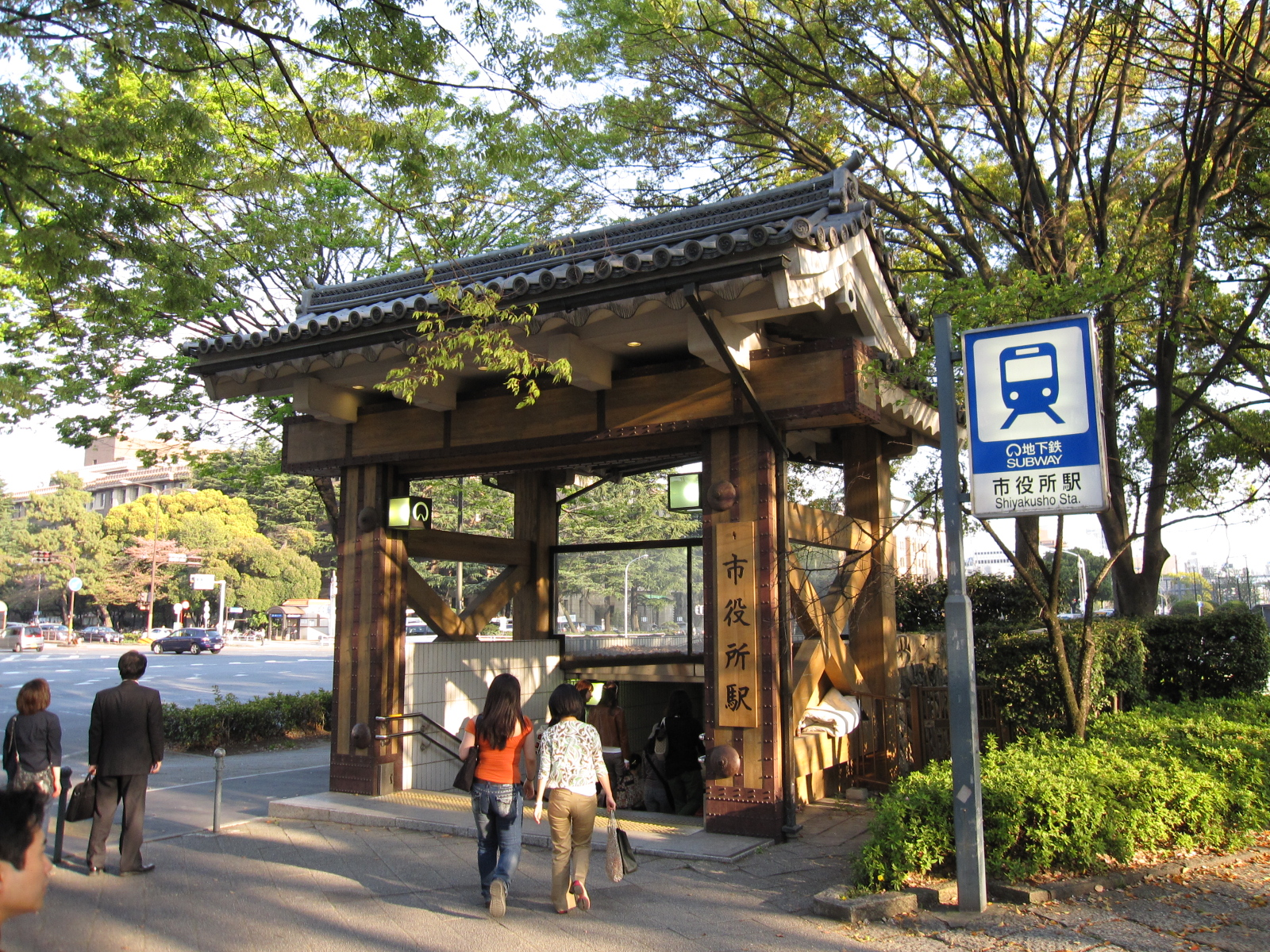
Entrada a la estación Shiyakusho

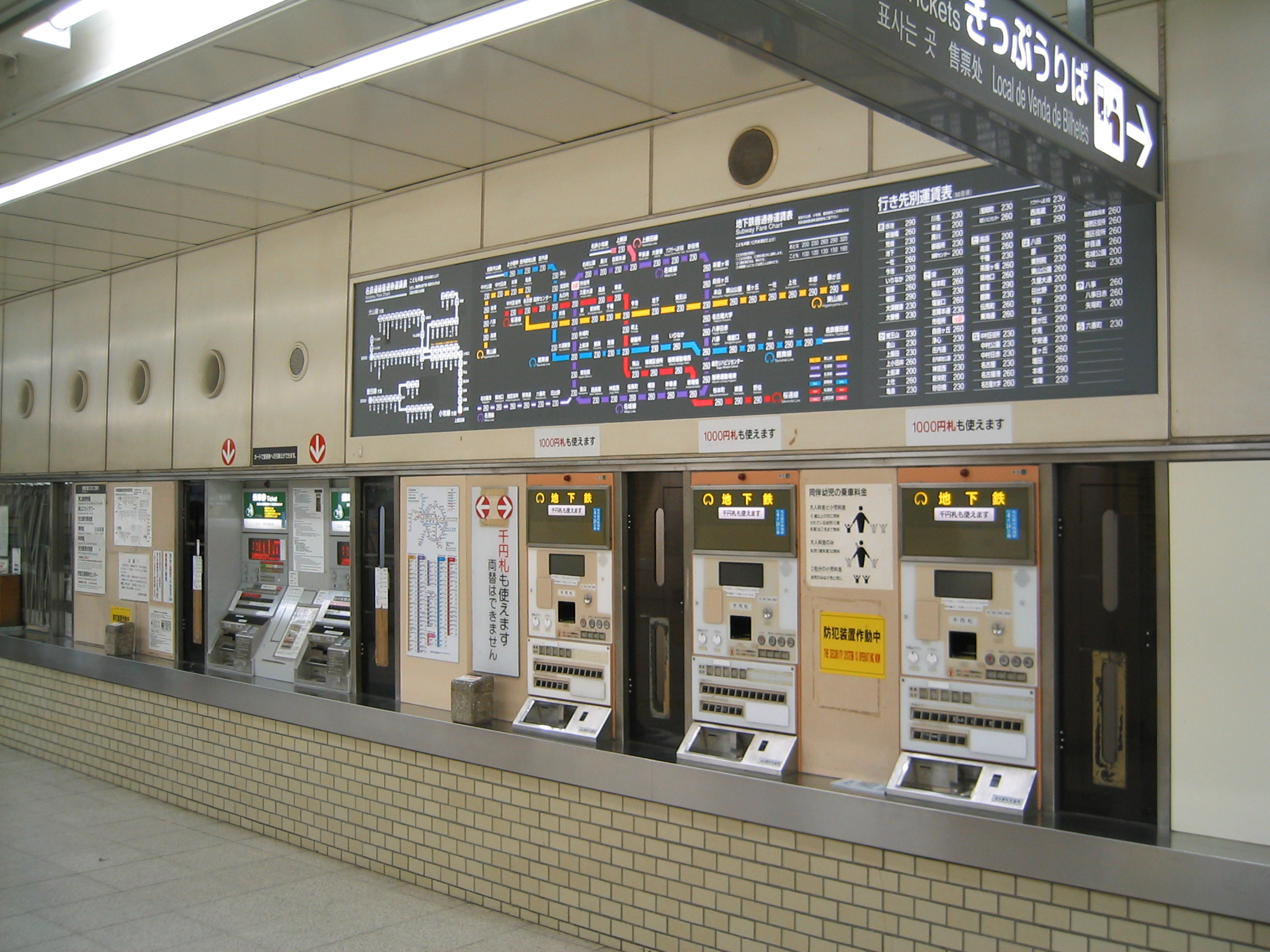
Expendedoras de billetes

| Color    | Letra | Línea           | Nombre           | Terminales | Longitud km | Estaciones |
| -------- | ----- | --------------- | ---------------- | --- | ----------- | ---------- |
| Amarillo | H     | Línea 1         | Higashiyama      | Takabata (H-01) - Fujigaoka (H-22) | 20,6        | 22         |
| Púrpura  | M     | Línea 2 Línea 4 | Meijō (circular) | Kanayama (M-01) - Sakae (M-05) - Ōzone (M-12); opera directamente con la línea 4 Ōzone (M-12) - Yagoto (M-20) - Sakae (M-05); opera directamente con la línea 2 | 26,4        | 28         |
| Púrpura  | E     | Línea 2         | Meikō            | Kanayama (E-01) - Nagoyakō (E-07) | 6,0         | 7          |
| Azul     | T     | Línea 3         | Tsurumai         | Kami-Otai (T-01) - Akaike (T-20) | 20,4        | 20         |
| Rojo     | S     | Línea 6         | Sakura-dōri      | Nakamura Kuyakusho (S-01) - Tokushige (S-21) | 19,1        | 21         |
| Rosado   | K     | Línea 7         | Kamiiida         | Kamiiida (K-01) - Heian-dōri (K-02) | 0,8         | 2          |
| TOTAL    | TOTAL | TOTAL           | TOTAL            | TOTAL | 93,3        | 87         |

## Conexiones con otros ferrocarriles

### JR Central
- Tōkaidō Shinkansen: en Nagoya

(por Shin-Yokohama, Tokio, Kioto y Shin-Osaka)
- Línea principal Tōkaidō: en Nagoya y Kanayama

(por Gifu, Ōgaki, Obu, Kariya, Okazaki, Toyohashi y Hamamatsu)
- Línea principal Chūō: por Nagoya, Kanayama, Tsurumai, Chikusa y Ōzone

(por Kozoji (transbordo con el servicio de la Expo 2005), Tajimi y Nakatsugawa)
- Línea principal Kansai: en Nagoya y Hatta

(por Yokkaichi, Tsu y Kameyama)
- Línea principal Takayama: en Nagoya

(Solo rápidos limitados, por Gero y Takayama)

### Meitetsu
- Línea Nagoya: en Nagoya and Kanayama

(por Meitetsu Gifu, Chiryu, Hekinan, Nishio, Higashi Okazaki, Toyohashi y Toyokawa Inari)
- Línea  Tokoname: en Nagoya y Kanayama

(por Otagawa, Chita Handa, Kowa, Utsumi, Tokoname y Central Japan Int'l Airport)
- Línea  Inuyama: en Nagoya,Kanayama y Kami-Otai

(por Iwakura, Inuyama, Mikakino y Shin Kani)
- Línea  Tsushima: en Nagoya y Kanayama

(por Tsushima, Saya y Yatomi)
- Línea Seto: en Sakae y Ōzone

(por Owari Seto)
- Línea  Toyota: en Akaike

(por Toyotashi)
- Línea Komaki: en Kamiiida

(por Komaki, Inuyama)

### Kintetsu
- Línea Nagoya: en Nagoya y Hatta

(por Yokkaichi, Tsu, Nakagawa, Matsusaka, Ise, Toba y Osaka)
- Línea Aonami: en Nagoya

(por Kinjo-Futo (Sala de exposiciones internacional de Nagoya))

## Tarifas
Los boletos pueden ser obtenidos de máquinas expendedoras en las estaciones. Hasta 2013 existió un sistema de tarjetas magnéticas, llamado Tranpass el cual fue remplazado por la tarjeta inteligente Manaca la cual es compatible con otras 9 a nivel nacional y sirve para casi todos los medios de transporte.